# Hermann Anselment
Hermann Anselment (* 13. Mai 1905 in Freiburg im Breisgau; † 5. Juli 1981 in Liestal) war ein deutscher Maler des Expressionismus.

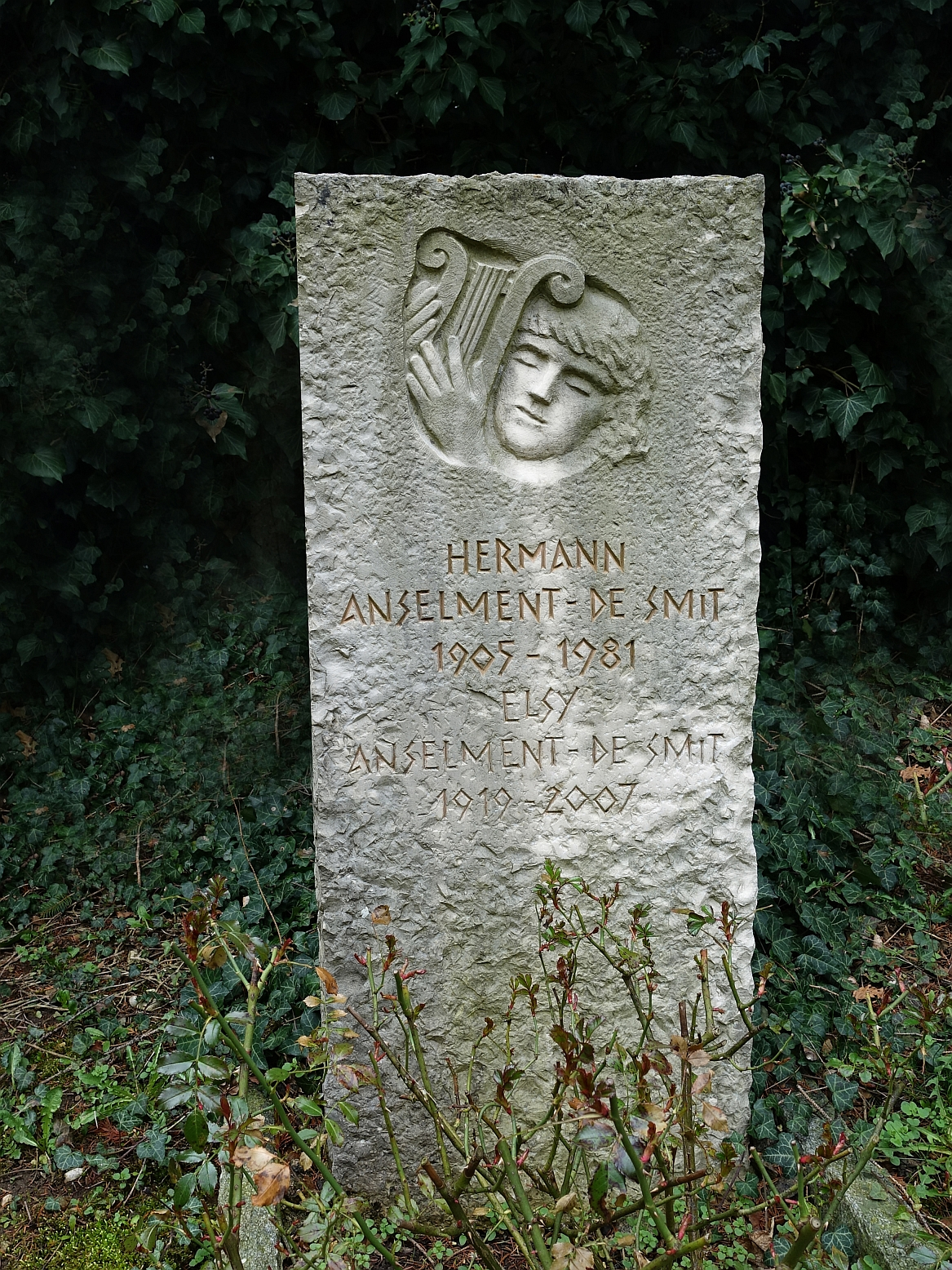
Grab auf dem Friedhof Liestal.

## Leben
Anselment machte nach dem Abitur 1923 zunächst eine Flachmalerlehre, im Anschluss studierte er Musik (Cello) und schrieb sich gleichzeitig an der Universitätszeichenschule in seiner Heimatstadt ein. Ein Aufenthalt in Berlin  endete 1933, weil er von den Nationalsozialisten als „entarteter Künstler“ mit einem Ausstellungsverbot belegt wurde. Es folgten weitere Studien in Freiburg im Breisgau bei Hermann Gehri sowie in Basel an der Allgemeine Gewerbeschule Basel bei Arnold Fiechter. Von 1939 bis 1945 leistete er Militärdienst.
Von 1948 bis 1955 war Anselment Dozent für Farbe und Form an der Kunstakademie Nürnberg. 1954 verlegte der Maler seinen Wohnsitz nach Liestal (Schweiz), wo er das Bürgerrecht erwarb und am 5. Juli 1981 starb. Von 1956 bis 1963 führte er eine private Malschule in Freiburg, ab 1959 eine zweite in Liestal. Zudem war er von 1956 bis 1959 Mitglied der Künstlergruppe „Mittlerer Schwarzwald“.
Anselment war seit 1936 mit der aus Basel stammenden  Maria Frieda, geborene Lambertz, verheiratet. Als diese 1963 verstarb, heiratete er im gleichen Jahr seine Malschülerin Elsy, geborene de Smit (1919–2007).

## Werk
Das umfassende ausdrucksstarke Werk umfasst zahlreiche Frauenporträts in intensiver Farbgebung, Blumen und Stillleben, aber auch Landschaften, die ganz eindeutig sowohl hinsichtlich der Farbwahl als auch der Reduzierung der Form eine große Nähe zu Zeitgenossen wie Gabriele Münter oder Wassily Kandinsky und dem  Expressionismus erkennen lassen. In den fließenden Bewegungen erkennt man die große Liebe zur Musik, die auch sein Malen prägte.
1937 wurde in der Nazi-Aktion „Entartete Kunst“ aus der Städtischen Sammlung Freiburg/Breisgau seine Holzschnitte „Paar am Bach“ und „Unterredung“ beschlagnahmt und zerstört.